# Zvonice (Liptovský Michal)
Zvonice ze 17. století se nachází v Liptovském Michalu (vedle Bešeňové) v okrese Ružomberok v Žilinském kraji na Slovensku. Je to dřevěná stavba posazená na zdi čtvercového půdorysu, součástí hřbitovní zdi u kostela svätého Michala. První zmínka o zvonici pochází z roku 1694, kdy sloužila jako vstupní brána do původně opevněného areálu. Dochovaly se v ní zvony z 18. století. Slouží především k církevním účelům a je od roku 1975 památkově chráněná. Zvonice společně s kostelem utvářejí takový urbanistický celek, který se právem řadí mezi významné stavební památky Liptovského regionu.

## Galerie

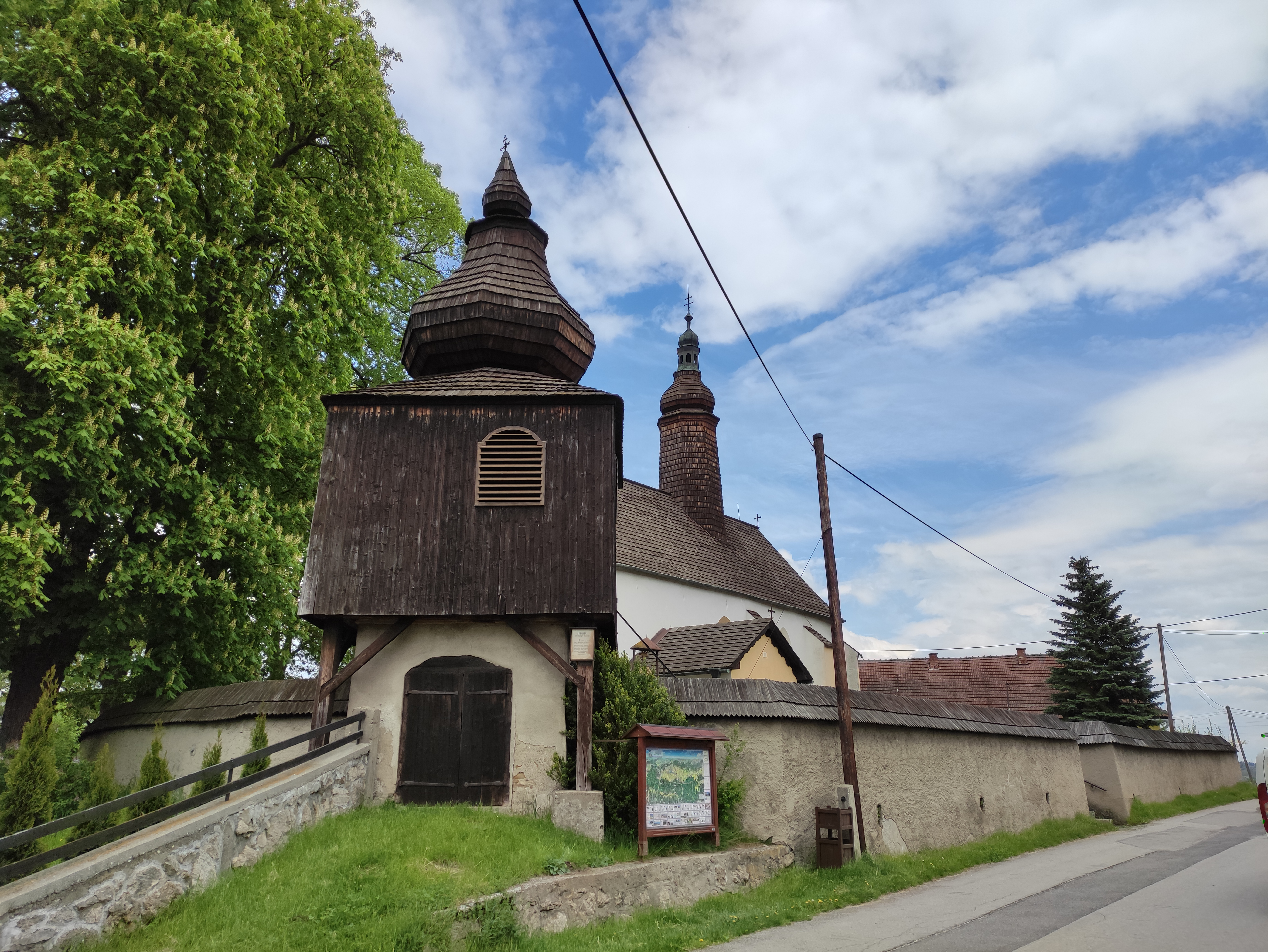